# Giant (альбом)
Giant (с англ. — «Гигант») — второй японскоязычный студийный альбом южнокорейского бой-бэнда Stray Kids, выпущенный лейблом Epic Records Japan 13 ноября 2024 года. Альбом содержит десять композиций, включая одноимённый заглавный сингл и треки «Night» и «Falling Up», две последние которые являлись саундтреками для арки «Workshop Battle» второго сезона аниме-сериала «Башня Бога». В коммерческом плане Giant возглавлял чарты Oricon Albums Chart и Billboard Japan Hot Albums, разойдясь тиражом 335 000 копий.

## Предыстория и выпуск
30 сентября 2024 года на официальной учётной записи Stray Kids Japan в социальной сети X появилось изображение трона с текстом «King Giant». Вскоре в тот же день группа анонсировала свой второй японоязычный студийный альбом под названием Giant, планируемый к выпуску 13 ноября 2024 года, за день до первого шоу в Токио в рамках третьего групповго мирового тура «Dominate World Tour». В тот же день начались предварительные заказы на альбом, который будет выпущен в 11 вариантах: лимитированные A и B, стандартная и отдельные обложки восьми участников. С 1 по 3, с 7 по 11 и с 15 по 18 октября они выложили серию «тёмных», «элегантных» и «королевских» тизерных изображений отдельных участников и группы, а также отдельную обложку каждого участника.
Заглавные синглы Giant, «Night» и «Falling Up», были выпущены 7 октября в трёх версиях одновременно: японской, английской и корейской, причём японская и английская версии вошли в альбом. «Night» послужила вступительной темой, а «Falling Up» — заключительной темой для второго эпизода «Мастерская битва» второго сезона аниме-сериала «Kami no Tō: Tower of God». 11 октября Stray Kids представили обложки каждого издания и список композиций альбома, в который дополнительно вошла песня «Why?», ставшая темой для японского телесериала «Re: Revenge - Yokubo no Hate ni» (2024) и японскую версию сингла «Chk Chk Boom» из мини-альбома Ate. Вместе с альбомом 13 ноября состоялась премьера видеоклипа заглавного сингла «Giant», а «Christmas Love» — 9 декабря.

## Продвижение
В честь выхода студийного альбома Stray Kids сотрудничали с несколькими японскими компаниями: Suntory, HEP Five, Shibuya Tsutaya, Tokyo Dome City, Spotify Japan и Miyashita Park, а также NewDays для проведения рекламной кампании и открытия магазинов в период с ноября по декабрь 2024 года. Группа также сотрудничала с Central Japan Railway Company для специального голоса на токайдо-синкансэн и рекламы на станциях между Токио и Син-Осака. Stray Kids неожиданно нанесли визит в Shibuya Tsutaya, Tower Records Japan и Miyashita Park в токийском районе Сибуя 13 ноября для продвижения альбома.
Для продвижения Giant группа отправилась в мировое турне «Dominate World Tour» в Токио и Осаке в ноябре и декабре 2024 года, где выступили с синглом «Giant». Позже они исполнили заглавный сингл на номинации «Лучший артист 2024» 30 ноября, и на фестивале FNS Music Festival 2024 года 4 декабря. Они также появились на варьете-шоу «Uwa! Dama Sareta Taishō 2024 Winter».

## Коммерческий успех
По данным Billboard Japan, с 11 по 13 ноября 2024 года Giant был продан в количестве 264 390 физических копий и 1 886 цифровых продаж. По итогам недели, завершившейся 17 ноября, альбом дебютировал на первой позиции в чарте Hot Albums с 446 002 физическими копиями и 3 168 цифровыми продажами, возглавив Top Album Sales и достигнув третьего места в Download Albums. Oricon сообщил, что Giant стал самым продаваемым альбомом в Японии 12 ноября 2024 года, в день выхода альбома, разойдясь тиражом 185 409 копий. Позже альбом дебютировал на первом месте в чартах недельном Album Chart и Combined Albums Chart, став четвёртым альбомом, продавшимся тиражом 335 000 копий.

## Список композиций
| №                   | Название                                             | Текст песни                                           | Музыка                                                  | Аранжировка                           | Длительность |
| ------------------- | ---------------------------------------------------- | ----------------------------------------------------- | ------------------------------------------------------- | ------------------------------------- | ------------ |
| 1.                  | «Giant»                                              | Пан Чхан ) Чханбин Хан Йохей                          | Пан Чхан Чханбин Хан Restart Чхэ Канхэ                  | Restart Чхэ Канхэ Пан Чхан            | 2:54         |
| 2.                  | «Chk Chk Boom» (японская версия)                     | Пан Чхан Чханбин Хан D&H (Purple Night) Сюнсуке Такаи | Пан Чхан Чханбин Хан Дэллас-Кей Ронни Икон Би-Би Эллиот | Дэллас-Кей Пан Чхан Restart Чхэ Канхэ | 2:29         |
| 3.                  | «Night»                                              | Пан Чхан Чханбин Хан D&H                              | Пан Чхан Чханбин Хан Версачхой                          | Версачхой                             | 2:55         |
| 4.                  | «Falling Up»                                         | Пан Чхан Чханбин KM-Markit                            | Пан Чхан Чханбин Restart Чхэ Канхэ                      | Restart Чхэ Канхэ Пан Чхан            | 3:12         |
| 5.                  | «Why?»                                               | Пан Чхан Чханбин Хан D&H Йохей                        | Пан Чхан Чханбин Хан Хон Джисан                         | Hong                                  | 3:49         |
| 6.                  | «Saiyan»                                             | Хан Пан Чхан KM-Markit                                | Хан Пан Чхан Версачхой                                  | Пан Чхан Версачхой                    | 3:39         |
| 7.                  | «Ai o Kureta no ni, Naze» (яп. 愛をくれたのに、なぜ) | Чханбин Пан Чхан KM-Markit                            | Чханбин Пан Чхан Ким Джухён                             | Kim                                   | 3:15         |
| 8.                  | «Christmas Love»                                     | Пан Чхан Йохей                                        | Пан Чхан Версачхой                                      | Версачхой                             | 3:06         |
| 9.                  | «Night» (английская версия)                          | Пан Чхан Чханбин Хан София Пэ                         | Пан Чхан Чханбин Хан Версачхой                          | Версачхой                             | 2:55         |
| 10.                 | «Falling Up» (английская версия)                     | Пан Чхан Чханбин София Пэ                             | Пан Чхан Чханбин Restart Чхэ Канхэ                      | Restart Чхэ Канхэ Пан Чхан            | 3:10         |
| Общая длительность: | Общая длительность:                                  | Общая длительность:                                   | Общая длительность:                                     | Общая длительность:                   | 31:29        |

## Чарты
| Чарт (2024)                              | Высшая позиция |
| ---------------------------------------- | -------------- |
| Великобритания (UK Digital Albums Chart) | 19             |
| Япония (Billboard Japan Hot Albums)      | 1              |
| Япония (Oricon Combined Albums)          | 1              |
| Япония (Oricon)                          | 1              |

| Чарт (2024)                  | Высшая позиция |
| ---------------------------- | -------------- |
| Япония (Oricon Albums Chart) | 1              |

| Чарт (2024)                         | Высшая позиция |
| ----------------------------------- | -------------- |
| Япония (Billboard Japan Hot Albums) | 7              |

## Сертификации
| Регион                                                      | Сертификация | Продажи  |
| ----------------------------------------------------------- | ------------ | -------- |
| Япония (RIAJ) · Физический                                  | Платиновый   | 250 000^ |
| ^ Данные о тиражах приведены только на основе сертификации. |              |          |